# Грудзинская, Жанетта
Графиня Жанетта Антоновна Грудзинская (пол. Joanna Grudzińska; 17 [29] сентября 1791, Познань — 17 [29] ноября 1831, Царское Село) — вторая (морганатическая) жена наследника российского престола Константина Павловича, после вступления в брак получившая титул Её Светлость княгиня Лович.

## Биография
Родилась 17 (29) сентября 1791 года. Старшая из трёх дочерей польского графа Антона Грудна-Грудзинского и Марианны Дорповской, известной в своё время красавицы. Семейная жизнь Грудзинских не была счастливой и закончилась разводом. Марианна Дорповская переехала с детьми в Варшаву, где отдала своих дочерей на воспитание в один из лучших французских пансионов. Вскоре она вышла замуж за графа Броница.

До двадцати лет Жанетта Антоновна жила с матерью в Париже. В 1815 году они вернулись в Варшаву, где на балу у князя Зайончека её впервые увидел великий князь Константин Павлович. Князь П. А. Вяземский писал:
Жанетта Антоновна не была красавица, но была красивее всякой красавицы. Белокурые, струистые и густые кудри её, голубые выразительные глаза, улыбка умная и приветливая, голос мягкий и звучный, стан гибкий и какая-то облегающая её нравственная свежесть и чистота. Она была Ундиной. Всё соединялось в ней и придавало ей совершенно особенную и привлекающую внимание физиономию в кругу подруг и сверстниц её.
24 мая 1820 года в Варшаве, без всякой торжественности, она вышла замуж за наследника российского престола Константина Павловича (который 1 апреля 1820 года развёлся с первой женой, Анной Фёдоровной, дочерью Франца Фридриха Антона, герцога Саксен-Кобург-Заальфельдского). Этот морганатический брак дал повод Константину отречься от престола в 1823 году, что впоследствии привело к внутриполитическому кризису и восстанию декабристов. После свадьбы Александр I предоставил Грудзинской во владение княжество Лович (księstwo łowickie).

В 1831 году Грудзинская вместе с мужем выехали из объятого восстанием Царства Польского в Санкт-Петербург. По дороге, 14 (27) июня в Витебске великий князь умер от холеры, а 17 (29) ноября того же года скончалась и Жанетта Антоновна. Фрейлина А. Д. Блудова писала:
После страданий, которые продолжались почти беспрестанно несколько лет и беспрестанно же усиливались в течение последних месяцев, ровно через год после Варшавского бунта, в Царском Селе скончалась княгиня Лович. Перевезти её в город, куда она несколько раз собиралась, было невозможно за совершенным изнеможением сил её. С сентября месяца, так сказать, она ежеминутно умирала.
Её жизнь была романтизирована в первом польском фильме на исторический сюжет — «Княгиня Лович» (1932).